# Friedrich Habermas
Johann August Friedrich Habermas (* 30. März 1860 in Neuenhof; † 7. April 1911 in Gummersbach) war ein deutscher evangelischer Theologe.
Habermas besuchte die Gymnasien in Eisenach und Jena. Ab 1881 studierte er an der Universität Jena sowie der Universität Erlangen und wurde darauffolgend 1884 Hilfsprediger in Eger. Im Jahr 1887 erhielt er eine Pfarrstelle in Mülheim an der Ruhr, im Stadtteil Broich. Anschließend wirkte er ab 1889 als Pfarrer im sauerländischen Oberrahmede. Sowohl die Gemeinde in Broich als auch Oberrahmede waren zu seiner Zeit freikirchlich organisiert. Mit dem Anschluss an die Landeskirche beendete er seinen Dienst in Oberrahmede.
Er leitete zwischen 1894 und 1899 das Lehrerseminar zu Hilchenbach, dann bis 1904 das Evangelische Lehrerseminar Mettmann und anschließend jenes in Gummersbach.
Darüber hinaus veröffentlichte er einige Schriften im Genre der christlichen Literatur, zu Musik und Pädagogik.
Sein Sohn – aus der 1890 geschlossenen Ehe mit Katharina Unterhößel – war der Unternehmer Ernst Habermas, sein Enkel ist der Soziologe und Philosoph Jürgen Habermas.